# Número europeu de emergência

Número Europeu de Emergência

O 112 (também conhecido por SOS 112) é o Número Único Europeu de Emergência da União Europeia.
O Número Europeu de Emergência 112 foi criado em 1991 e desde 2008 passou a ser o único número de emergência que pode ser usado de qualquer telefone fixo, móvel ou telefone público para aceder gratuitamente aos serviços de emergência em qualquer país da União Europeia.
A chamada para o 112 é atendida de imediato pelos centros de emergência que acionam os sistemas médico, policial e de incêndio, consoante a situação verificada.
A escolha de apenas três dígitos para o número de emergência deve-se à necessidade de que o mesmo seja fácil de memorizar.
É um número para ser usado unicamente em serviços de emergência, seja ela de que tipo for, e não deve ser usado para qualquer outro fim.

## História
A introdução do número único europeu de emergência foi decidida e aprovada pelo Conselho Europeu de Ministros, em 1991, por sugestão da Comissão Europeia. Desde então, o 112 tem sido consolidado através de nova legislação.
O propósito da criação de um único número a nível europeu surgiu com a necessidade de criar um número para que os cidadãos europeus pudessem ligar a pedir serviços de socorro e que fosse fácil de memorizar. Além do mais, garante que, mesmo o cidadão não estando no seu país de origem, saiba o número de socorro para onde ligar (dentro da UE).

## Países

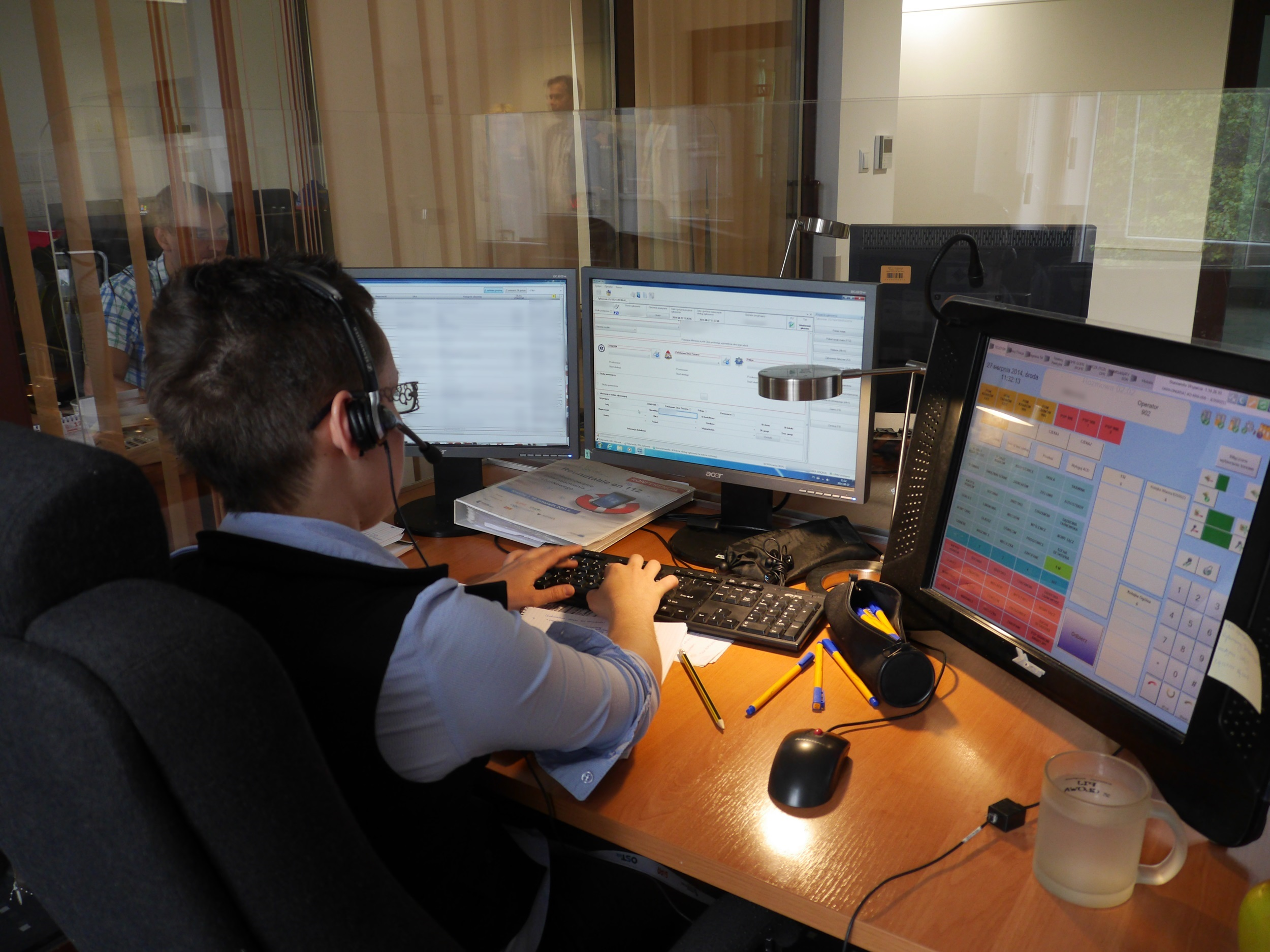
Centro de Notificação de Emergências em Cracóvia

É possível ligar para o 112 em todos os 27 estados membros da União Europeia, assim como noutros países como Islândia, Noruega, Suíça, Ucrânia. Também nos Estados Unidos da América ou Canadá, uma chamada para o 112 aciona automaticamente os serviços locais de emergência. Alguns países da América Latina e a região  do Pacífico, como Vanaru e Nova Zelândia utilizam também o 112 como número de emergência.
Nalguns países da União Europeia coexistem outros números de emergência que continuam a ser válidos.
Alguns países têm operadores telefónicos que falam várias línguas.

### Portugal
O Número Europeu de Emergência em Portugal é conectado a uma Central de Emergência da Polícia de Segurança Pública, que aciona os sistemas médico, policial e de incêndio, consoante a situação verificada.
Em 2015 em todo o país o número de emergência atende cerca de 25 mil chamadas diariamente, cerca de nove milhões de chamadas por ano.[carece de fontes?]
Cerca de 75% das 25 mil chamadas não têm utilidade no contexto de emergência, mas não são "necessariamente falsas", uma vez que o conceito de chamada falsa remete para telefonemas em que é inventada uma situação que não está acontecer.[carece de fontes?]
Cerca de 60% das chamadas de emergência requerem a intervenção do Instituto Nacional de Emergência Médica (INEM), 30% das forças de segurança (PSP e GNR) e 10% da proteção civil (bombeiro).[carece de fontes?]
Inicialmente o número nacional de emergência era o 115 e até 2007 era possível obter ligação às centrais de emergência usando o 115 em vez do 112.

### França
A introdução do Número Europeu de Emergência em França foi dificultada pela existência de um serviço com o número 11, que teve que ser alterado. A chamada pode ser conectada a uma central de atendimento dos bombeiros-sapadores ou a um centro de recepção de chamadas do SAMU (Service d'aide médicale urgent - Serviços d'ajuda médica urgente)

### Inglaterra
O Reino Unido foi o primeiro país europeu a ter um número de emergência, em Julho de 1937; o número escolhido foi o 999.

## Utilização do 112 em telemóveis
As chamadas de emergência têm prioridade, assim em caso de sobrecarga da rede móvel a primeira linha disponível será utilizada para a chamada de emergência.
Se não houver rede no telemóvel e surgir a mensagem “apenas chamadas de emergência”, a ligação será efetuada a partir de um outro operador móvel. No caso de não haver rede disponível pelo operador móvel, a chamada será encaminhada pela antena ou repartidor mais próximo, mesmo que pertença a outro operador móvel.
Caso uma pessoa não tenha saldo no seu telemóvel, a chamada de emergência também será realizada.
Nos telefones móveis, o número 112 pode ser marcado mesmo com o teclado bloqueado. Na União Europeia, não é necessário desbloquear o telemóvel ou introduzir o “PIN” para ligar para o 112.
Com o objetivo de evitar o uso abusivo do 112, nalguns países (Bélgica, França, Suíça, Roménia, Grã-Bretanha e Alemanha), não é possível marcar o 112 sem o cartão SIM.

## Conhecimento do 112 como Número Europeu de Emergência
Em 2007, o Parlamento Europeu considerou que poucas pessoas estão informadas acerca do Número Europeu de Emergência 112. Em 2008, apenas 22% da população da EU sabia que o 112 podia ser utilizado nos vários países da União Europeia. Com vista a fazer chegar esta informação a um maior número de pessoas, a Comissão Europeia, o Parlamento Europeu e o Conselho da Europa assinaram uma resolução tripartida, declarando o dia 11 de Fevereiro (11/2) como o Dia Europeu do 112. Neste dia são dinamizadas ações que promovem a tomada de consciência e o uso esclarecido do Número Europeu de Emergência. Em 2013, 27% dos cidadãos europeus já tinham conhecimento do 112 como número único europeu de emergência, sendo que em Portugal a média é de 29%.

## 112 como símbolo europeu
O Número Europeu de Emergência permite diferentes tipos de respostas integradas. O 112 consegue reunir de modo único serviços como a polícia, assistência médica, bombeiros, com vista a responder a uma situação de emergência em toda a Europa - em alguns países através de centrais de emergência integradas.
O Número Europeu de Emergência 112 liga todos os serviços de emergência na  UE. Através do 112, a Europa tem um símbolo comum de ajuda em caso de emergência.